# 乌菲耶尔
乌菲耶尔（法語：Ouffières，法語發音：[ufjɛʁ] ⓘ）是法国卡尔瓦多斯省的一个市镇，属于卡昂区。

## 地理
乌菲耶尔（49°1'25"N, 0°29'28"W）面积4.21 平方千米，位于法国诺曼底大区卡爾瓦多斯省，该省份为法国西北部沿海省份，北濒大西洋英吉利海峡，东北与滨海塞纳省以海上边界相接，东临厄尔省，南至奧恩省，西与芒什省接壤。
与乌菲耶尔接壤的市镇（或旧市镇、城区）包括：拉凯讷、克鲁瓦西耶、桑格莱地区莱穆捷、奥恩河畔蒙蒂耶尔、蒂里阿库尔勒奥姆。

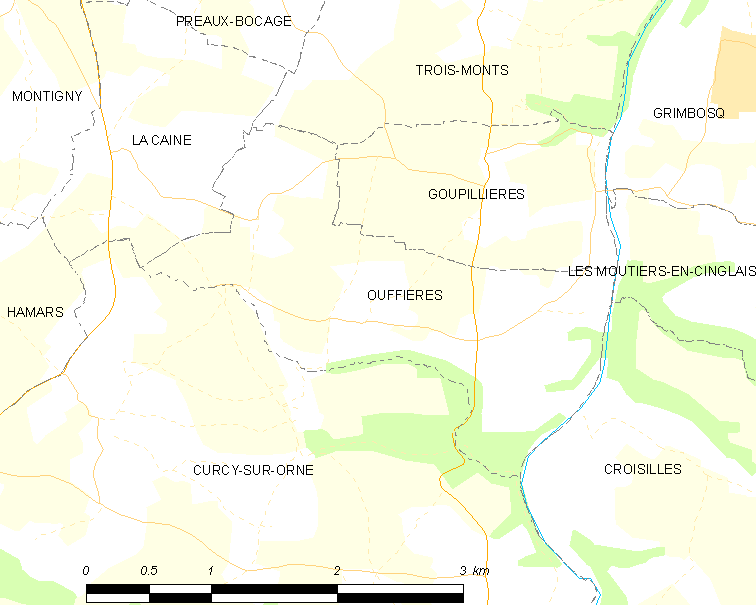
乌菲耶尔的OSM定位图

乌菲耶尔的时区为UTC+01:00、UTC+02:00（夏令时）。

## 行政
乌菲耶尔的邮政编码为14220，INSEE市镇编码为14483。

## 政治
乌菲耶尔所属的省级选区为勒奥姆县。

## 人口

1962-2008年间乌菲耶尔人口变化图示

乌菲耶尔于2022年1月1日时的人口数量为197人。